# Studio Produkcyjne Orka
Studio Produkcyjne Orka Sp. z o.o. – polskie niezależne studio postprodukcyjne założone w 1996 roku, którego główna siedziba znajduje się na ul. Bukowińskiej 22 w Warszawie.
Obecnie studio jest kierowane przez Magdalenę Zimecką, dyrektorkę zarządzającą. Studio brało udział w realizacji takich tytułów, jak m.in.:
- Człowiek z magicznym pudełkiem
- Amok
- Sługi boże
- Zaćma
- Królewicz Olch
- Cud
- Baby Bump
- Karbala
- Diversion End
- Ach śpij kochanie
- Dywizjon 303. Historia prawdziwa
- FATM